# Saad al-Harthi
Saad Mish'al al-Harthi, né le 3 février 1984 à Riyad, est un footballeur saoudien. 
Il joue au poste d'attaquant avec l'équipe d'Arabie saoudite et le club de Al Nasr Riyad. 

## Carrière

### En club
- 2000-2011 : Al Nasr Riyad -  Arabie saoudite
- 2006 : Al Ittihad Djeddah (prêt) -  Arabie saoudite
- 2012-2013 : Al Nasr Riyad -  Arabie saoudite

### En équipe nationale
Il a joué deux matchs de qualification pour la Coupe du monde 2006. Al-Harthi participe à la Coupe du monde 2006 avec l'équipe d'Arabie saoudite.

## Palmarès
- 38 sélections et 8 buts en équipe nationale entre 2004 et 2010[2].